# Диалог — Партия зелёных
«Диалог — Партия зелёных» (венг. Párbeszéd – A Zöldek Pártja), до 2023 года — «Диалог за Венгрию» (Párbeszéd Magyarországért), также сокращённо «Диалог» (Párbeszéd) — зелёная политическая партия Венгрии, относящая себя к левому крылу венгерской политики. Сформирована 17 февраля 2013 года восемью депутатами, отколовшимися от партии «Политика может быть другой» (LMP).

## История
На партийном съезде в ноябре 2012 года LMP отвергла предложение влиться в состав нового оппозиционного правительству партии «Фидес — Венгерский гражданский союз» альянса социал-либерального экс-премьера Гордона Байнаи «Вместе 2014» (который учредили Ассоциация за патриотизм и прогресс Байнаи, движение «Миллион за свободу прессы» и Венгерское движение солидарности). Несогласные с таким решением сформировали платформу «Диалог за Венгрию» во главе с  Бенедеком Явором, Тимеей Сабо и Гергеем Карачонем и после очередного съезда 26 января 2013 года, подтвердившего решение предыдущего, отделились в отдельную партию, участвовавшую в выборах совместно с партией «Вместе 2014».
14 января 2014 года пять оппозиционных партий создали коалицию «левоцентристского спектра» под названием «Единство». В её составе союз «Диалога за Венгрию» и «Вместе — Партии за новую эру» получил четыре места в Национальном собрании Венгрии и одно место в Европейском парламенте. Вместе коалиция набрала всего 7,25 % на выборах в Европарламент, и от партии «Диалог за Венгрию» депутатом Европарламента стал Бенедек Явор.
24 августа 2016 года, пресс-секретарь партии Бенце Тордаи объявил, что сокращенная форма названия партии изменится с «ПМ» на «Диалог».
В декабре 2017 года президиум Венгерской социалистической партии объявил о своей поддержке Гергея Карачоня из «Диалога за Венгрию» в качестве кандидата на пост премьер-министра от левых сил на парламентских выборах в 2018 году в Венгрии. В январе 2018 года Дьюла Мольнар объявил о совместном списке ВСП и «Диалога за Венгрию». Партийный альянс получил 11,91 % голосов и третью крупнейшую фракцию в парламенте.
От «Диалога» в него прошли Тимея Сабо, Бенце Тордаи и Гергей Карачонь, объявивший, что откажется от своего мандата из-за слабого результата на выборах и желания сконцентрироваться на работе в местном самоуправлении — его кресло перешло к афровенгерскому политику Оливер Кочишу-Цаке. К трём депутатам от «Диалога» присоединились Анетт Бёс от Венгерской либеральной партии и Шандор Бурань от ВСП, чтобы у партии набралось пять представителей, что позволяет формировать собственную фракцию. Однако Бёс покинула фракцию по причине «невозможности отстаивания либеральных ценностей» и невыполнения межпартийных соглашений, после чего её заменил независимый депутат Тамаш Меллар, чтобы спасти фракцию «Диалога».

## Результаты выборов
| Год выборов | Национальное собрание | Национальное собрание | Национальное собрание | Национальное собрание |           |
| Год выборов | Количество голосов    | % от всех голосов     | Число мест            | +/-                   |           |
| ----------- | --------------------- | --------------------- | --------------------- | --------------------- | --------- |
| 20141       | Единство              | Единство              | 1 из 199              |                       | оппозиция |
| 20183       | 682,701               | 12.33 % (#3)          | 3 из 199              | ▲ 2                   | оппозиция |

Европейский парламент
| Год выборов | Количество голосов | % от всех голосов | Число мест | +/- |
| ----------- | ------------------ | ----------------- | ---------- | --- |
| 20142       | 168,076            | 7.25 % (#5)       | 1 из 21    |     |

1 В избирательном союзе с Вместе, Венгерской социалистической партией, Демократической коалицией и Венгерской либеральной партией.

2 В избирательном союзе с Вместе (Együtt).

3 В избирательном союзе с ВСП.